# منعكس الضغط

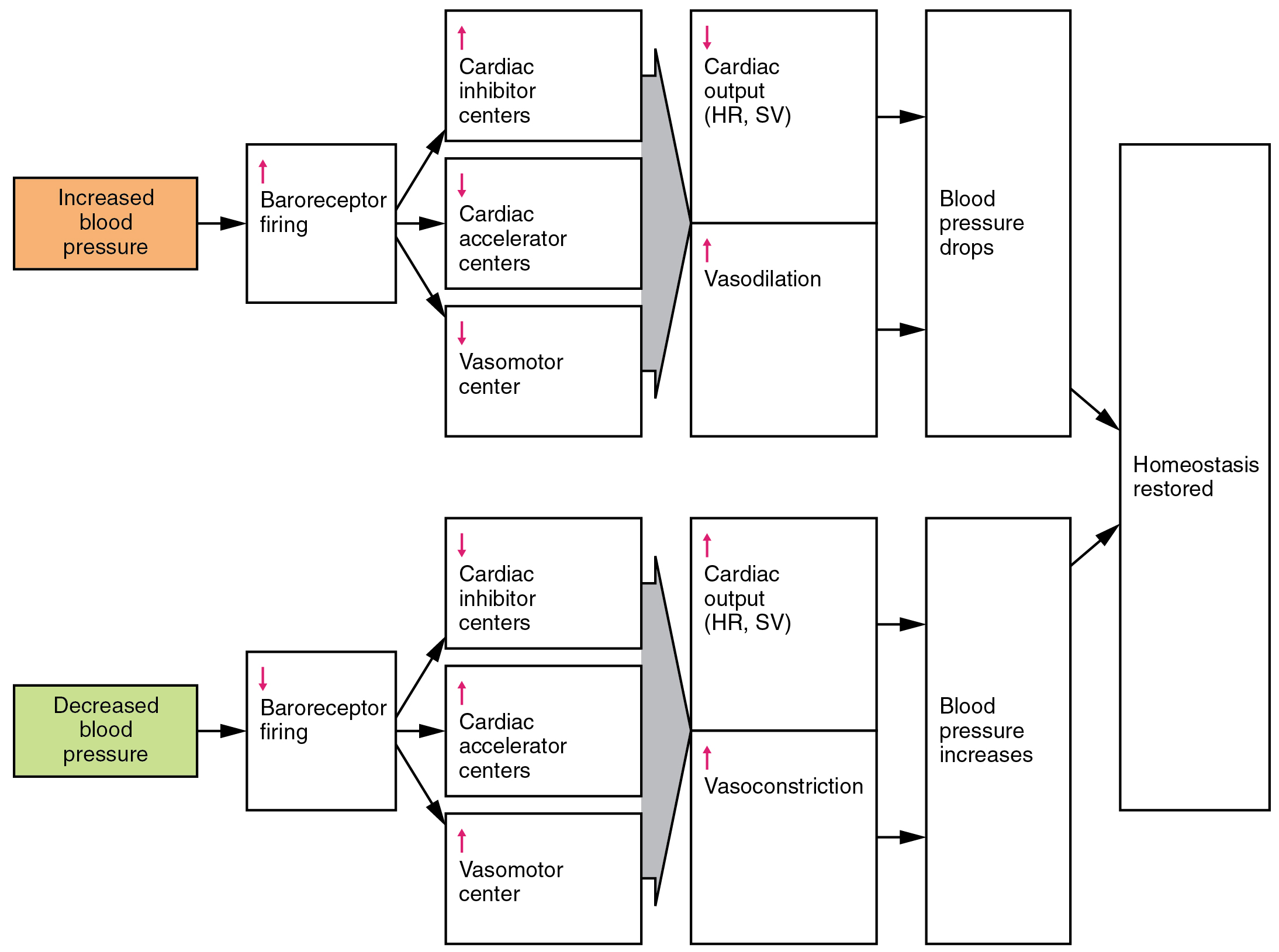
مخطط انسيابي يوضح منعكس مستقبلات الضغط

منعكس الضغط أو منعكس مستقبلة الضغط أحد آليات الاستتباب في الجسم التي تساعد في الحفاظ على ضغط الدم ضمن مستويات ثابتة تقريبًا. يوفر منعكس الضغط حلقة ارتجاع سلبي سريعة يؤدي فيها ارتفاع ضغط الدم إلى انخفاض سرعة القلب. يقلل انخفاض ضغط الدم من تفعيل منعكس الضغط ويسبب زيادة سرعة القلب واستعادة مستويات ضغط الدم. تتمثل وظيفته في استشعار تغيرات الضغط من خلال الاستجابة للتغير في توتر جدر الشرايين. يمكن أن يبدأ منعكس الضغط في العمل بسرعة تسبق مدة الدورة القلبية (أجزاء من الثانية)، فتعد تعديلات منعكس الضغط من الأساليب الرئيسية في التعامل مع هبوط الضغط الانتصابي، وميل ضغط الدم إلى الانخفاض عند الوقوف بسبب الجاذبية.
يعتمد النظام على العصبونات المتخصصة، المعروفة باسم مستقبلات الضغط، بشكل رئيسي في قوس الأبهر والجيوب السباتية، لمراقبة التغيرات في ضغط الدم وإرسالها إلى النخاع المستطيل. مستقبلات الضغط هي مستقبلات مطاطية تستجيب للضغط الناجم عن تمدد الأوعية الدموية التي توجد فيها. يتواسط التغيرات التي يسببها منعكس الضغط في ضغط الدم فرعا الجهاز العصبي الذاتي: الأعصاب الودية واللاودية. تنشط مستقبلات الضغط حتى في ضغوط الدم الطبيعية، لذلك، يُعلم نشاطها الدماغ بزيادة ضغط الدم ونقصانه.
يحتوي الجسم على نظامين آخرين أقل سرعة لتنظيم ضغط الدم: يفرز القلب الببتيد الأذيني المدر للصوديوم عندما يكون ضغط الدم شديد الارتفاع، وتتحسس الكلى ضغط الدم المنخفض وتصححه بنظام الرينين-أنجيوتنسين.

## التشريح
توجد مستقبلات الضغط في أذيني القلب والوريدين الأجوفين، لكن أكثر مستقبلات الضغط حساسية توجد في الجيوب السباتية وقوس الأبهر. بينما تتنقل محاور مستقبلات الضغط الجيبية السباتية داخل العصب البلعومي اللساني (العصب القحفي التاسع)، تتنقل محاور مستقبلات الضغط في قوس الأبهر داخل العصب المبهم (العصب القحفي العاشر). ينتقل نشاط مستقبلات الضغط على طول هذه الأعصاب مباشرةً إلى الجهاز العصبي المركزي لإثارة العصبونات الجلوتاماتيكية داخل النواة المفردة في جذع الدماغ. تتدفق معلومات مستقبلات الضغط من هذه العصبونات إلى كل من العصبونات الودية واللاودية ضمن جذع الدماغ.

## التنشيط
مستقبلات الضغط هي مستقبلات ميكانيكية حساسة للتمدد. عند انخفاض ضغط الدم، تصبح مستقبلات الضغط غير نشطة. عند ارتفاع ضغط الدم، يزداد تمدد الجيوب السباتية والأبهرية، ما يؤدي إلى زيادة التمدد وزيادة تنشيط مستقبلات الضغط. في حالة ضغط الدم الطبيعي أثناء الراحة، تُبلغ العديد من مستقبلات الضغط عن معلومات حول ضغط الدم ويعمل منعكس الضغط على تعديل الفعالية الذاتية. تحرر مستقبلات الضغط النشطة جهود الفعل بشكل متكرر. كلما زاد التمدد، زادت سرعة تحرير مستقبلات الضغط لجهود الفعل. تكون معظم مستقبلات الضغط المفردة غير نشطة في ضغوط الراحة الطبيعية ولا تتفعل إلا عندما يتم تجاوز عتبة التمدد أو الضغط.

## العلاج بتنشيط منعكس الضغط

### ارتفاع ضغط دم
يمكن استخدام منعكس الضغط في علاج ارتفاع ضغط الدم المعند. يتحقق ذلك بواسطة جهاز يشبه الناظمة القلبية. رغم أن هذه الأجهزة أظهرت فعالية في خفض ضغط الدم، ما تزال الأدلة محدودة للغاية اعتبارًا من عام 2018.

### قصور القلب
تشير القدرة العلاجية لتنشيط منعكس الضغط في تقليل النشاط العصبي الودي إلى إمكانية علاج قصور القلب المزمن، لأنه في هذه الحالة، غالبًا ما يكون هناك تنشيط ودي مكثف ويظهر المرضى الذين لديهم مثل هذا التنشيط الودي خطرًا متزايدًا بشكل ملحوظ لاضطراب النظم القلبي القاتل والوفاة.